# Danny Simpson
Daniel Peter "Danny" Simpson (Salford, 1987. január 4. –) angol labdarúgó.

## Pályafutása

### Manchester United
Simpson a Manchester United saját nevelésű játékosa, aki 2005-ben kötött profi szerződést a klubbal. 2000 januárjában három másik játékossal együtt kölcsönben a United fiókcsapatához, a Royal Antwerphez került.
A Manchesternél 2006 júniusában mutatkozhatott be a Kaizer Chiefs elleni barátságos meccsen, ekkor Sir Alex Ferguson azt mondta róla, hogy nem úgy játszott, mint aki először lép pályára a Unitedben. A 2006/07-es szezon első felét Simpson a Royal Antwerpnél, a másodikat a Sunderlandnél töltötte kölcsönben.
Első tétmeccsét 2007. szeptember 26-án játszotta a Manchester Unitedben a Coventry City elleni Ligakupa-meccsen. Nem sokkal később a Premier League-ben is debütált és gólpasszt adott. 2007. október 30-án lépett pályára először a Bajnokok Ligájában, amikor a Dinamo Kijiv elleni meccsen csereként váltotta Ryan Giggst. A kijeviek elleni következő mérkőzésen már kezdő volt.
2008. március 21-én Simpson kölcsönben az Ipswich Townhoz igazolt. Sir Alex Ferguson szerint ez volt a legjobb megoldás, mivel kevés lehetőséget kapott volna Gary Neville és Wes Brown mellett. A 2008–09-es szezont a Blackburn Roversnél töltötte kölcsönben. 2008. augusztus 27-én, egy Grimsby Town elleni Ligakupa-találkozón játszott először a csapatban.
Simpson a Rovers összes kupameccsén szerepelt, kivéve egyet, amelyen a Manchester United kiejtette a kék-fehéreket a Ligakupából. Az idény végén visszatért a Manchester Unitedhez.
2009. augusztus 14-én a Manchester United újra kölcsönadta a Newcastle Unitednek, ahol januárig maradt.

### Newcastle United
2010 nyarán Simpsont végül megvette a Newcastle.

## Ökölvívás
2024. augusztus 31-én megküzdött Danny Aarons angol youtuberrel a MF & DAZN: X Series 17 ökölvívó mérkőzés keretei között. A márkőzás döntetlen lett, pontozással (38–38, 37–39, 39–37).

## Sikerei, díjai

### Sunderland
- Az angol másodosztály bajnoka: 2007

### Leicester
- Az Premier League bajnoka: 2016